# Státní znak Tongy
Státní znak Tongy je tvořen čtvrceným štítem – v prvním, zlatém poli tři stříbrné šesticípé hvězdy; ve druhém, červeném poli zlatá koruna; ve třetím, modrém poli letící, stříbrnou holubicí ve čtvrtém, zlatém poli trojice zlatých mečů. Srdeční štítek je tvořen šesticípou hvězdou s červeným křížem. Za štítem jsou dva zkřížené, tonžské prapory s listem v podobě plamene. Nad znakem je zlatá, královská koruna, obklopená dvěma zelenými větévkami místní dřeviny inokarpu (Inocarpus fagifer). Štít je orámován zlatou kartuší, pod ním je stříbrná stuha s černým mottem „KOE ʻOTUA MO TONGA KO HOKU TOFIʻA“ (česky Bůh a Tonga jsou mým dědictvím).
Srdeční štítek symbolizuje jednotu národa a jednotu Starého (Davidova hvězda) a Nového zákona (kříž). Tři hvězdy v prvním poli symbolizují tři hlavní ostrovní skupiny (Haʻapai,  Tongatapu a Vavaʻu), koruna ve druhém krále, holubice ve třetím mír, jednotu a křesťanství a tři meče ve čtvrtém poli symbolizují tři dynastie, které na ostrovech vládly (Ha'a Tu'i Tonga, Tu'i Ha'atakalaua a Tu'i Kanokupolu). Koruna nad štítem představuje monarchii a větévky spravedlnost a shovívavost.

## Historie
Státní znak navrhl v roce 1862 tonžský princ ʻUiliamu ʻUelingatoni Ngū Tupoumālohi, spolu s farářem Shirleyem Waldemarem Bakerem. 4. listopadu 1875 byla potvrzena ústavou finální verze znaku.
Po vyhlášení nezávislosti v roce 1970 znak zůstal v platnosti, ale neexistuje žádná oficiální specifikace podoby znaku. Užívá se proto běžně několik variant, lišících se v detailech či barevným provedením.
- Zřejmě nejpřesnější podobou znaku je černobílá kresba, užívaná na úředních dokumentech
- Na bráně královského paláce v hlavním městě Nuku'alofa je znak na hnědém štítu
- Hnědý štít byl zobrazován také na starších poštovních známkách
- Na poštovní známce z roku 1962 jsou meče ve čtvrtém poli červené a větévky kolem koruny modré
- Na webech premiéra, velvyslanectví či konzulátů se zobrazený znak v detailech také liší (tvarem koruny, barvou čepice nebo tvarem listů vlajek za štítem).

## Další užití znaku
Královská vlajka je heraldická, tedy tvořená prostým přepisem státního znaku na vlajkový list. Drobné rozdíly (způsobené zřejmě neexistencí oficiální specifikace podoby znaku) tam však jsou.

Tonžská královská vlajka Poměr stran: 26:37